# Guillermo Ochoa
Francisco Guillermo Ochoa Magaña, född den 13 juli 1985 i Guadalajara, är en mexikansk fotbollsmålvakt som spelar för AVS. Ochoa spelar även för det mexikanska landslaget, där han bland annat gjorde succé under VM 2014.

## Klubbkarriär

### América
Ochoa började sin karriär i Club América, hemmahörande i Mexico City. Under våren 2004 gjorde han som 18-åring sin tävlingsdebut mot Monterrey, efter att ha uppmärksammats av tränaren Leo Beenhakker i en match mot reservlaget. Inom kort var han Américas förstemålvakt, en roll han skulle komma att behålla under de kommande sju åren. Ochoa vann tillsammans med klubben Clausura-titeln 2005, och därefter CONCACAF-mästarcupen 2006 vilket innebar kvalifikation till VM för klubblag samma år, där man slutade fyra. Sammanlagt spelade Ochoa mer än tvåhundra matcher för América.

### Ajaccio
Efter åtta år i América gick Ochoa den 9 juli 2011 till Ajaccio på free transfer och skrev på ett treårskontrakt med nykomlingarna i Ligue 1. Samtidigt som hans kontrakt med klubben löpte ut blev Ajaccio nedflyttade från högstadivisionen, och Ochoa, som samma sommar gjorde succé i VM i Brasilien, lämnade klubben för att bli fri agent. Noterbart från hans tid i Ajaccio var en bortamatch i Ligue 1 mot PSG den 18 augusti 2013. PSG hade 39 målchanser var av 17 var på mål. Ochoa stod för 17 räddningar, och släppte endast in ett mål i slutet av matchen. 1-1 blev slutresultatet. 

### Málaga
Den 1 augusti 2014 meddelades att Ochoa kommit överens med spanska Málaga om ett treårskontrakt. Efter succén i VM samma sommar väntades Ochoa bli klubbens förstahandsval som målvakt, men tre månader senare hade han ännu inte gjort sin debut, då managern Javi Gracia istället valde att använda Carlos Kameni. I november ryktades Liverpool FC vara intresserade av att köpa Ochoa som alternativ till Simon Mignolet. Den 5 mars 2016 debuterade Ochoa till sist för Málaga i La Liga, med ett inhopp mot Deportivo la Coruña, drygt 19 månader efter att han kom till klubben.

#### Granada (lån)
Den 22 juli 2016 lånades Ochoa ut till La Liga-konkurrenten Granada för en säsong. Han debuterade för klubben den 20 augusti 2016 och kom att spela samtliga säsongens seriematcher. Ochoa slog under säsongen rekord som den målvakt som släppt in flest mål under en La Liga-säsong någonsin. Han släppte in 82 mål på 38 matcher; det gamla rekordet var 78 mål på 40 matcher och innehades sedan 1995/1996 av Salamancas dåvarande målvakt Ignacio Aizpurúa. Ochoa gjorde dock också fler räddningar än någon annan målvakt i Europa. Han utsågs efter säsongen till klubbens bäste spelare. Granada slutade sist och flyttades ner till Segunda División, medan Ochoa blev klubblös efter att hans kontrakt med Málaga löpt ut.

### Standard Liège
Den 10 juli 2017 skrev Ochoa på ett kontrakt med den belgiska klubben Standard Liège. Han blev där förstaval på målvaktspositionen och spelade 38 av 40 seriematcher (inklusive playoff) under säsongen 2017/2018.

## Landslagskarriär
Efter att ha gjort landslagsdebut redan 2005, och sedan varit med i Mexikos trupp till världsmästerskapen i både Tyskland 2006 och Sydafrika 2010 utan att få någon speltid, blev Ochoa ordinarie målvakt i landslaget till VM 2014 i Brasilien. Han prisades brett som en av turneringens bästa målvakter, framför allt för sin insats i 0-0-matchen mot Brasilien då han också blev utsedd till matchens bäste spelare.
Ochoa var åter Mexikos förstemålvakt i VM 2018 i Ryssland. Han svarade på fyra matcher för 25 räddningar, näst flest i turneringen efter Belgiens Thibaut Courtois som på sju spelade matcher lyckades göra två räddningar fler.

## Privatliv
Ochoa har sedan flera år ett förhållande med den mexikanska modellen Karla Mora. De har tillsammans dottern Lucciana, född 8 februari 2013.